# Erlend Segberg
Erlend Segberg (Kristiansand, 12 aprile 1997) è un calciatore norvegese, centrocampista del Trapani.

## Carriera

### Club
Segberg è cresciuto nelle giovanili dello Start, per poi entrare a far parte di quelle del Vigør. Ha esordito nella prima squadra di quest'ultimo club nel corso della stagione 2013, con il club militante in 3. divisjon. Ad ottobre 2013, è entrato a far parte delle giovanili dei danesi dell'Aalborg, per poi tornare al Vigør nel mese di febbraio 2014.
A gennaio 2015, Segberg ha sostenuto un periodo di prova con lo Start. In seguito, ha firmato un contratto con questo club. Ha esordito in Eliteserien in data 10 maggio 2015, subentrando ad Andreas Hollingen nella sconfitta per 4-0 subita in casa del Molde.
Il 16 ottobre 2016 ha realizzato la prima rete nella massima divisione locale, in occasione della vittoria per 2-1 arrivata sul Tromsø. Al termine di quell'annata, lo Start è retrocesso in 1. divisjon. Ha contribuito all'immediata promozione dello Start, arrivata alla fine del campionato 2017.
Nel corso della preparazione in vista della stagione 2018, ha subito un infortunio che lo ha tenuto lontano dai campi da gioco per diversi mesi: è tornato disponibile nel mese di giugno. Il 3 agosto 2018 ha prolungato l'accordo che lo legava al club fino al 31 dicembre 2020. Alla fine del campionato 2018, lo Start è retrocesso nuovamente in 1. divisjon e ha riconquistato la promozione nella stagione 2019. Segberg è rimasto in squadra per un'ulteriore annata, fino alla scadenza del contratto.
Il 16 febbraio 2021 è stato reso noto il suo passaggio a parametro zero all'Aalesund, in 1. divisjon, per cui ha firmato un contratto triennale. Il 15 maggio seguente è arrivato il debutto con la nuova maglia, venendo schierato titolare nella vittoria interna per 2-1 sul Bryne. Il 22 giugno ha siglato il primo gol, nel successo per 5-1 sullo Stjørdals-Blink. Al termine della stagione, l'Aalesund ha centrato la promozione in Eliteserien.
L'8 dicembre 2023, l'Aalesund ha annunciato che Segberg avrebbe lasciato il club al termine del contratto, in scadenza alla fine del mese. Il 12 marzo 2024 ha firmato un accordo annuale con il Fredrikstad. Il 24 luglio 2024 è approdato al Kristiansund BK, firmando un accordo fino al termine dell'annata.. Il 3 Febbraio 2025 si trasferisce da svincolato al Trapani.

### Nazionale
Ha giocato nella nazionale norvegese Under-18.

## Statistiche

### Presenze e reti nei club
Statistiche aggiornate al 28 aprile 2025.
| Stagione        | Club            | Campionato      | Campionato | Campionato | Coppe nazionali | Coppe nazionali | Coppe nazionali | Coppe continentali | Coppe continentali | Coppe continentali | Supercoppe | Supercoppe | Supercoppe | Totale | Totale |
| Stagione        | Club            | Comp            | Pres       | Reti       | Comp            | Pres            | Reti            | Comp               | Pres               | Reti               | Comp       | Pres       | Reti       | Pres   | Reti   |
| --------------- | --------------- | --------------- | ---------- | ---------- | --------------- | --------------- | --------------- | ------------------ | ------------------ | ------------------ | ---------- | ---------- | ---------- | ------ | ------ |
| 2013            | Vigør           | 3D              | 11         | 1          | CN              | 0               | 0               | -                  | -                  | -                  | -          | -          | -          | 11     | 1      |
| 2014            | Vigør           | 3D              | 17         | 8          | CN              | 0               | 0               | -                  | -                  | -                  | -          | -          | -          | 17     | 8      |
| Totale Vigør    | Totale Vigør    | Totale Vigør    | 28         | 9          |                 | 0               | 0               |                    | -                  | -                  |            | -          | -          | 28     | 9      |
| 2015            | Start           | ES              | 10         | 0          | CN              | 0               | 0               | -                  | -                  | -                  | -          | -          | -          | 10     | 0      |
| 2016            | Start           | ES              | 10         | 1          | CN              | 1               | 1               | -                  | -                  | -                  | -          | -          | -          | 11     | 2      |
| 2017            | Start           | 1D              | 23         | 1          | CN              | 2               | 0               | -                  | -                  | -                  | -          | -          | -          | 25     | 1      |
| 2018            | Start           | ES              | 16         | 0          | CN              | 2               | 0               | -                  | -                  | -                  | -          | -          | -          | 18     | 0      |
| 2019            | Start           | 1D              | 24+3       | 0          | CN              | 1               | 0               | -                  | -                  | -                  | -          | -          | -          | 28     | 0      |
| 2020            | Start           | ES              | 18         | 2          | -               | -               | -               | -                  | -                  | -                  | -          | -          | -          | 18     | 2      |
| Totale Start    | Totale Start    | Totale Start    | 101+3      | 4+0        |                 | 6               | 1               |                    | -                  | -                  |            | -          | -          | 110    | 5      |
| 2021            | Aalesund        | 1D              | 30         | 5          | CN              | 3               | 1               | -                  | -                  | -                  | -          | -          | -          | 33     | 6      |
| 2022            | Aalesund        | ES              | 15         | 0          | CN              | 0               | 0               | -                  | -                  | -                  | -          | -          | -          | 15     | 0      |
| 2023            | Aalesund        | ES              | 26         | 2          | CN              | 3               | 1               | -                  | -                  | -                  | -          | -          | -          | 29     | 3      |
| Totale Aalesund | Totale Aalesund | Totale Aalesund | 71         | 7          |                 | 6               | 2               |                    | -                  | -                  |            | -          | -          | 77     | 9      |
| mar.-lug. 2024  | Fredrikstad     | ES              | 9          | 0          | CN              | 3               | 1               | -                  | -                  | -                  | -          | -          | -          | 12     | 1      |
| lug.-dic. 2024  | Kristiansund BK | ES              | 15         | 0          | CN              | -               | -               | -                  | -                  | -                  | -          | -          | -          | 15     | 0      |
| feb.-giu. 2025  | Trapani         | C               | 8          | 0          | CI-C            | 1               | 0               | -                  | -                  | -                  | -          | -          | -          | 9      | 0      |
| Totale          | Totale          | Totale          | 232+3      | 20         | -               | 16              | 4               |                    | -                  | -                  | -          | -          | -          | 251    | 24     |